# Presă de tipărit
Presa de tipărit este un dispozitiv mecanic prin care se transferă cerneala de pe o suprafață cu litere pe mediul de tipărit (hârtie, pânză etc.) prin presiune.
Inventatorul german Johannes Gutenberg a rămas în istorie pentru dezvoltarea unei metode de tipărire mobilă, pe care a folosit-o pentru a crea una din primele cărți tipărite din Occident, Biblia cu 42 de rânduri, cunoscută și ca Biblia lui Gutenberg. Lui Gutenberg i se datorează apariția primei tipografii din Europa, în preajma anilor 1440-1450.
Potrivit unor surse, Gutenberg ar fi construit presa tipografică în urma îmbinării tehnicii de la presele de vin și ulei ale vremii. Presa tipografică a lui Gutenberg nu numai că a revoluționat producția de carte, dar a schimbat lumea, facilitând tipărirea rapidă a manuscriselor și o explozie a informației în Europa renascentistă.